# Liste der Bodendenkmäler in Vohenstrauß
Auf dieser Seite sind die Bodendenkmäler in der Oberpfälzer Stadt Vohenstrauß zusammengestellt. Diese Tabelle ist eine Teilliste der Liste der Bodendenkmäler in Bayern. Grundlage ist die Bayerische Denkmalliste, die auf Basis des Bayerischen Denkmalschutzgesetzes vom 1. Oktober 1973 erstmals erstellt wurde und seither durch das Bayerische Landesamt für Denkmalpflege geführt wird. Die folgenden Angaben ersetzen nicht die rechtsverbindliche Auskunft der Denkmalschutzbehörde.

## Bodendenkmäler in Vohenstrauß

### Bodendenkmäler in der Gemarkung Altenstadt b.Vohenstrauß
| Lage                                | Objekt | Akten-Nr.     | Bild |
| ----------------------------------- | --- | ------------- | ---- |
| Altenstadt b.Vohenstrauß (Standort) | Archäologische Befunde des Mittelalters und der frühen Neuzeit im Bereich der Simultankirche St. Johannes Baptist in Altenstadt b. Vohenstrauß, darunter die Spuren von Vorgängerbauten bzw. älterer Bauphasen. Siehe auch: St. Johannes Baptist (Altenstadt bei Vohenstrauß) | D-3-6339-0034 |      |
| Altenstadt b.Vohenstrauß (Standort) | Untertägige Befunde des abgebrochenen Hofmarkschlosses in Altenstadt b. Vohenstrauß und seiner Vorgängerbauten. Siehe auch: Schloss Altenstadt bei Vohenstrauß | D-3-6339-0035 |      |

### Bodendenkmäler in der Gemarkung Böhmischbruck
| Lage                     | Objekt | Akten-Nr.     | Bild |
| ------------------------ | --- | ------------- | ---- |
| Böhmischbruck (Standort) | Mittelalterlicher Burgstall mit der Katholischen Filialkirche St. Matthäus in Altentreswitz. Siehe auch: St. Matthäus (Altentreswitz) | D-3-6440-0007 |      |
| Böhmischbruck (Standort) | Endpaläolithische und mesolithische Freilandstation. | D-3-6440-0008 |      |
| Böhmischbruck (Standort) | Mesolithische Freilandstation. | D-3-6440-0009 |      |
| Böhmischbruck (Standort) | Archäologische Befunde und Funde im Bereich der Katholischen Kirche St. Peter und Paul in Kößing, darunter die Spuren von Vorgängerbauten bzw. älterer Bauphasen. Siehe auch: St. Peter und Paul (Kößing) | D-3-6440-0011 |      |
| Böhmischbruck (Standort) | Archäologische Befunde und Funde im Bereich der Katholischen Pfarrkirche Mariä Himmelfahrt in Böhmischbruck sowie des zugehörigen Pfarrhofes, darunter die Spuren von Vorgängerbauten bzw. älterer Bauphasen der bestehenden Kirche, eines zugehörigen mittelalterlichen Spitals und einer nachfolgenden Propstei. Siehe auch: Mariä Himmelfahrt (Böhmischbruck), Propstei Böhmischbruck | D-3-6440-0012 |      |
| Böhmischbruck (Standort) | Mesolithische Freilandstation. | D-3-6440-0059 |      |

### Bodendenkmäler in der Gemarkung Kaimling
| Lage                | Objekt | Akten-Nr.     | Bild |
| ------------------- | --- | ------------- | ---- |
| Kaimling (Standort) | Archäologische Befunde des Mittelalters und der frühen Neuzeit im Bereich des ehemaligen Hofmarkschlosses Kaimling, darunter die Spuren von Vorgängerbauten bzw. älterer Bauphasen. Siehe auch: Schloss Kaimling | D-3-6339-0031 |      |
| Kaimling (Standort) | Archäologische Befunde der abgegangene historischen Holzkapelle von Kaimling. | D-3-6339-0032 |      |

### Bodendenkmäler in der Gemarkung Oberlind
| Lage                | Objekt | Akten-Nr.     | Bild |
| ------------------- | --- | ------------- | ---- |
| Oberlind (Standort) | Archäologische Befunde des Mittelalters und der frühen Neuzeit im Bereich der Katholischen Kirche St. Thomas in Oberlind, darunter die Spuren von Vorgängerbauten bzw. älterer Bauphasen und ein weitgehend verebneter Wehrgraben. Siehe auch: St. Thomas (Oberlind) | D-3-6339-0026 |      |
| Oberlind (Standort) | Archäologische Befunde und Funde der frühen Neuzeit im Bereich der Kalvarienbergkirche bei Oberlind. Siehe auch: Unsere Liebe Frau (Oberlind) | D-3-6339-0027 |      |
| Oberlind (Standort) | Mittelalterlicher Turmhügel. | D-3-6339-0028 |      |

### Bodendenkmäler in der Gemarkung Roggenstein
| Lage                   | Objekt | Akten-Nr.     | Bild |
| ---------------------- | --- | ------------- | ---- |
| Roggenstein (Standort) | Mittelalterlicher Burgstall. Siehe auch: Burgstall Altes Haus (Roggenstein) | D-3-6339-0016 |      |
| Roggenstein (Standort) | Archäologische Befunde und Funde im Bereich der mittelalterlichen Burgruine und des frühneuzeitlichen Schlosses Roggenstein. Siehe auch: Schloss Roggenstein                                                                                     | D-3-6339-0017 |      |
| Roggenstein (Standort) | Archäologische Befunde und Funde des Mittelalters und der frühen Neuzeit im Bereich der Katholischen Pfarrkirche St. Erhard in Roggenstein, darunter die Spuren von Vorgängerbauten bzw. älterer Bauphasen. Siehe auch: St. Erhard (Roggenstein) | D-3-6339-0097 |      |

### Bodendenkmäler in der Gemarkung Vohenstrauß
| Lage                   | Objekt | Akten-Nr.     | Bild |
| ---------------------- | --- | ------------- | ---- |
| Vohenstrauß (Standort) | Archäologische Befunde im Bereich des frühneuzeitlichen Schlosses Friedrichsburg. Siehe auch: Schloss Friedrichsburg | D-3-6340-0002 |      |
| Vohenstrauß (Standort) | Archäologische Befunde und Funde des Mittelalters und der frühen Neuzeit im historischen Stadtkern von Vohenstrauß. | D-3-6340-0031 |      |
| Vohenstrauß (Standort) | Archäologische Befunde und Funde im Bereich der Evangelisch-Lutherischen Stadtpfarrkirche in Vohenstrauß, darunter die Spuren von Vorgängerbauten bzw. älterer Bauphasen, der abgegangenen mittelalterlichen Kirchenbefestigung und des abgebrochenen Oberen Tors der historischen Stadtbefestigung. Siehe auch: Evangelisch-lutherische Stadtpfarrkirche (Vohenstrauß) | D-3-6340-0032 |      |
| Vohenstrauß (Standort) | Untertägige Befunde der mittelalterlichen und frühneuzeitlichen Stadtbefestigung von Vohenstrauß mit Graben, Wall und mehreren abgegangenen Stadttoren. | D-3-6340-0078 |      |

### Bodendenkmäler in der Gemarkung Waldau
| Lage              | Objekt | Akten-Nr.     | Bild |
| ----------------- | --- | ------------- | ---- |
| Waldau (Standort) | Mittelalterlicher Turmhügel Schanzel. Siehe auch: Turmhügel Schanzel | D-3-6339-0015 |      |
| Waldau (Standort) | Archäologische Befunde im Bereich der mittelalterlichen Burg und des frühneuzeitlichen Schlosses von Waldau. Siehe auch: Burg Waldau (Vohenstrauß), Schloss Waldau (Vohenstrauß) | D-3-6339-0018 |      |
| Waldau (Standort) | Mittelalterliche Wüstung. | D-3-6339-0019 |      |
| Waldau (Standort) | Archäologische Befunde der abgegangenen frühneuzeitlichen Kirche Hl. Dreifaltigkeit in Waldau mit Friedhof.                                                                      | D-3-6339-0105 |      |